# Igor Torres
Igor Torres da Silva (San Paolo, 11 marzo 2000) è un calciatore brasiliano, attaccante della Portuguesa.

## Caratteristiche tecniche
È un centravanti.

## Carriera
Cresciuto nel settore giovanile del Taboão da Serra, viene acquistato dal Fortaleza nel 2020; fa il suo esordio fra i professionisti il 26 ottobre 2020 in occasione del match di Coppa del Brasile perso ai rigori contro il San Paolo.

## Statistiche
Statistiche aggiornate al 10 febbraio 2021.

### Presenze e reti nei club
| Stagione        | Squadra         | Campionato      | Campionato | Campionato | Coppe nazionali | Coppe nazionali | Coppe nazionali | Coppe continentali | Coppe continentali | Coppe continentali | Altre coppe | Altre coppe | Altre coppe | Totale | Totale | Totale |
| Stagione        | Squadra         | Comp            | Pres       | Reti       | Comp            | Pres            | Reti            | Comp               | Pres               | Reti               | Comp        | Pres        | Reti        | Pres   | Reti   |        |
| --------------- | --------------- | --------------- | ---------- | ---------- | --------------- | --------------- | --------------- | ------------------ | ------------------ | ------------------ | ----------- | ----------- | ----------- | ------ | ------ | ------ |
| 2020            | Fortaleza       | PD/CE+A         | 0+5        | 1          | CB              | 1               | 0               |                    | -                  | -                  |             | -           | -           | 6      | 1      |        |
| Totale carriera | Totale carriera | Totale carriera | 5          | 1          |                 | 1               | 0               |                    | -                  | -                  |             | -           | -           | 6      | 1      |        |

## Palmarès

### Competizioni statali
- Campionato Cearense: 3

Fortaleza: 2020, 2021, 2022
- Campionato Goiano: 1

Atl. Goianiense: 2023

### Competizioni regionali
- Copa do Nordeste: 1

Fortaleza: 2022